# Henry-Mathews-Preis
Der Henry-Mathews-Preis wurde vom Dachverband der Kritischen Aktionärinnen und Aktionäre im Jahr 2007 zum Nachgedächtnis des Geschäftsführers Henry Mathews ins Leben gerufen. Er wird an Menschen und Initiativen verliehen, die sich in herausragender Weise für die Ziele des Dachverbands starkgemacht haben. Mit dem Preis ist keine monetäre Ausschüttung verbunden, er ist eher als ausdrückliche Würdigung der Arbeit der Preisträger zu verstehen und wird auch von der Presse wahrgenommen. Verliehen wird der Preis im Herbst jeden Jahres anlässlich der Hauptversammlung des Dachverbands.

## Preisträger
- 2007: Heffa Schücking für den Verein urgewald
Der Verein urgewald setzt sich seit 1992 in Kampagnen und Projekten für Umweltschutz und Menschenrechte ein. Ihr besonderes Augenmerk gilt den Banken und Finanziers von Großprojekten wie Atomkraftwerken, Staudämmen oder Pipelines.[4]

- 2008: Gregor Böckermann für die Initiative Ordensleute für den Frieden
Die Ordensleute für den Frieden sind seit 1983 aktiv. Zuerst formierten sie sich als Protest gegen den NATO-Doppelbeschluss. Mittlerweile konzentrieren sich ihre Aktivitäten in Mahnwachen und Aktionen gegen die Deutsche Bank, da sie der Ansicht sind, „dass letztlich das kapitalistische Wirtschaftssystem die Quelle dauernder Ungerechtigkeit und Ausbeutung ist.“[5]

- 2009: Christiane Schnura für die Kampagne für saubere Kleidung
Die Kampagne für saubere Kleidung wurde 1989 in den Niederlanden gegründet und ist mittlerweile in 15 europäischen Ländern vertreten. Sie setzt sich für die Verbesserung der Arbeitsbedingungen in der weltweiten Bekleidungs- und Sportartikelindustrie ein.[6]

- 2010: Thomas Küchenmeister für das Aktionsbündnis Landmine.de
Das Aktionsbündnis Landmine.de setzt sich für das Verbot von Minen und Streumunition ein. Ihre Arbeit beschränkt sich nicht auf die Herstellung von Öffentlichkeit, sondern sie organisieren auch konkrete Hilfen für Opfer der Minen.[7]

- 2011: Axel Köhler-Schnura für die Coordination gegen Bayer-Gefahren
Die Coordination gegen Bayer-Gefahren gründete sich 1983 als Teil eines internationalen Netzwerks, das sich für Umweltschutz und Menschenrechte einsetzt. Ihre Kampagnen beschäftigen sich mit den globalen Auswirkungen der chemischen Produktionen und zeigen mögliche Alternativen auf.[8]

- 2012: Christian Russau für die Kooperation Brasilien
Die Organisation Kooperation Brasilien wurde 1989 gegründet. Ihre Mitglieder kommen aus Gewerkschaften, Kirchen, Universitäten, der Umweltbewegung, der Menschenrechtsarbeit und der Entwicklungspolitik.[9] Da wirtschaftliche Entscheidungen in Deutschland auch Auswirkungen auf Beschäftigte in Brasilien haben, ist es ihnen ein Anliegen, deren Situation öffentlich zu machen und so mitzuarbeiten an einer sozialeren und gerechteren Welt. Die Kooperation Brasilien ist die 32. Organisation, die sich dem Dachverband der Kritischen Aktionärinnen und Aktionäre angeschlossen hat.

- 2013: Paul Corbit Brown für die Stiftung Keeper of the Mountains
Die Stiftung Keeper of the Mountains setzt sich für die Bewahrung der Natur in West Virginia ein. Dort werden massiv Bergkuppen gesprengt, um Raum für den Kohleabbau zu schaffen; allein in West Virginia wurden bisher 500 Bergkuppen zerstört. Paul Corbit Brown nimmt als Gast an Hauptversammlungen von Unternehmen im In- und Ausland teil, um vor den Gefahren des Kohleabbaus zu warnen. Sein Augenmerk gilt vor allem der Finanzierung der Bergbauunternehmen, die zum großen Teil von den Banken unterstützt werden.[10][11]

- 2014: Maik Pflaum und die Christliche Initiative Romero
Maik Pflaum und die Christliche Initiative Romero erhielten den Preis 2014 für ihr langjähriges soziales Engagement in Mittelamerika. Die CIR hat über viele Jahre Kontakte zu Frauenorganisationen in El Salvador, Nicaragua und Honduras aufgebaut und ist dort Partner bei der Durchsetzung von Arbeitsrechten in der Bekleidungs- und Sportartikelindustrie. Die Preisträger leisten seit vielen Jahren wichtige konzernkritische Arbeit bei den Aktionärsversammlungen von Adidas, Puma und Metro. 2014 kooperierten Pflaum und die CIR intensiv mit dem Dachverband der Kritischen Aktionärinnen und Aktionäre im Rahmen des Projekts „fairplay  – Konzerne in der Verantwortung für Mensch und Umwelt“.[12]

- 2016: Kampagne „Plough Back the Fruits“

- 2018: HondurasDelegation und das Ökumenische Büro für Frieden und Gerechtigkeit München

- 2019: Ulf Georgiew

- 2020: Paul Russmann und Ohne Rüstung Leben

- 2021: Alle Dörfer bleiben

- 2022: Gunarti und Watch Indonesia![13]